# Big King

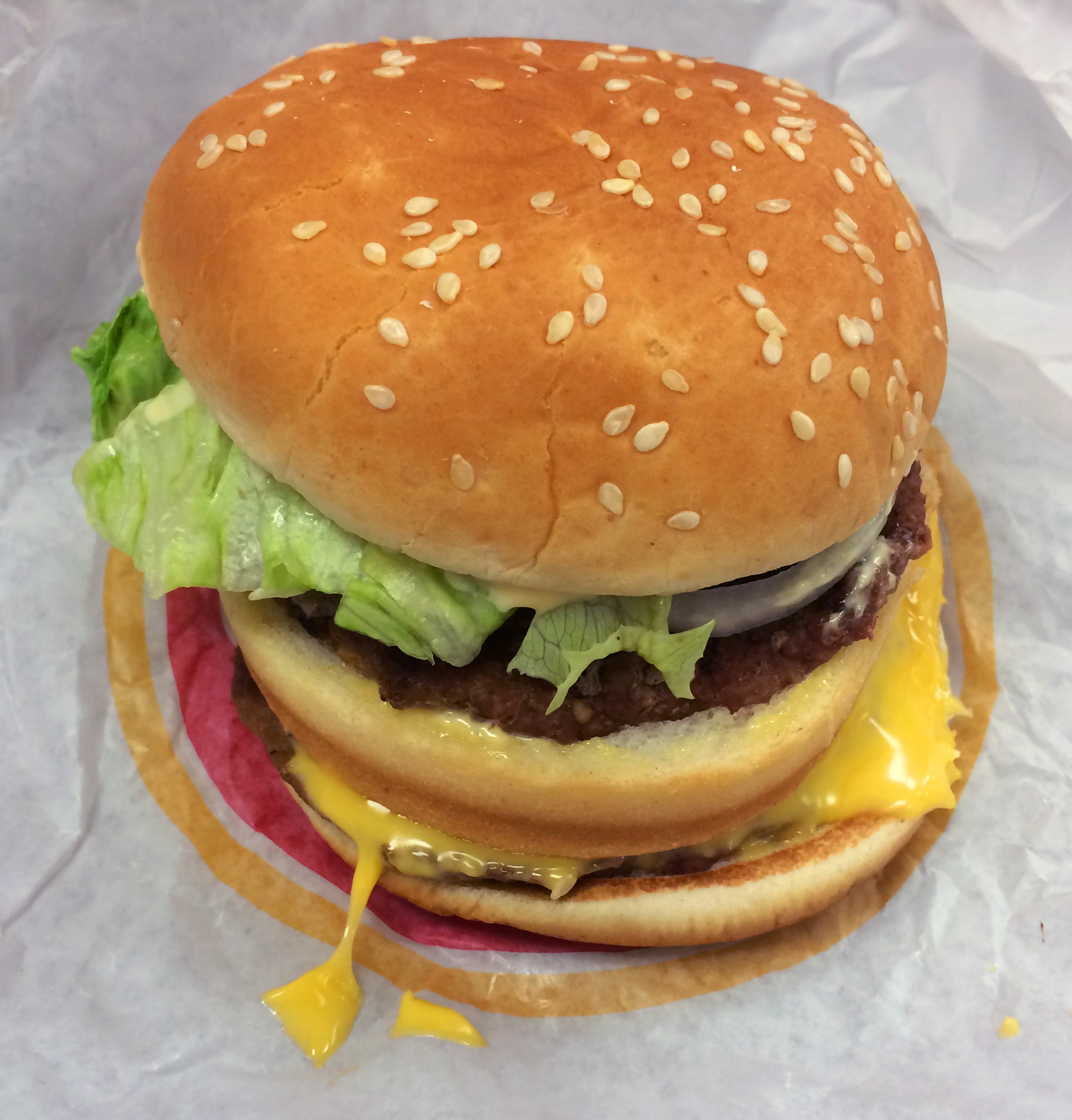
Der Big King, hier mit der zeitweise unter anderem in den USA angebotenen mittleren Brötchenscheibe

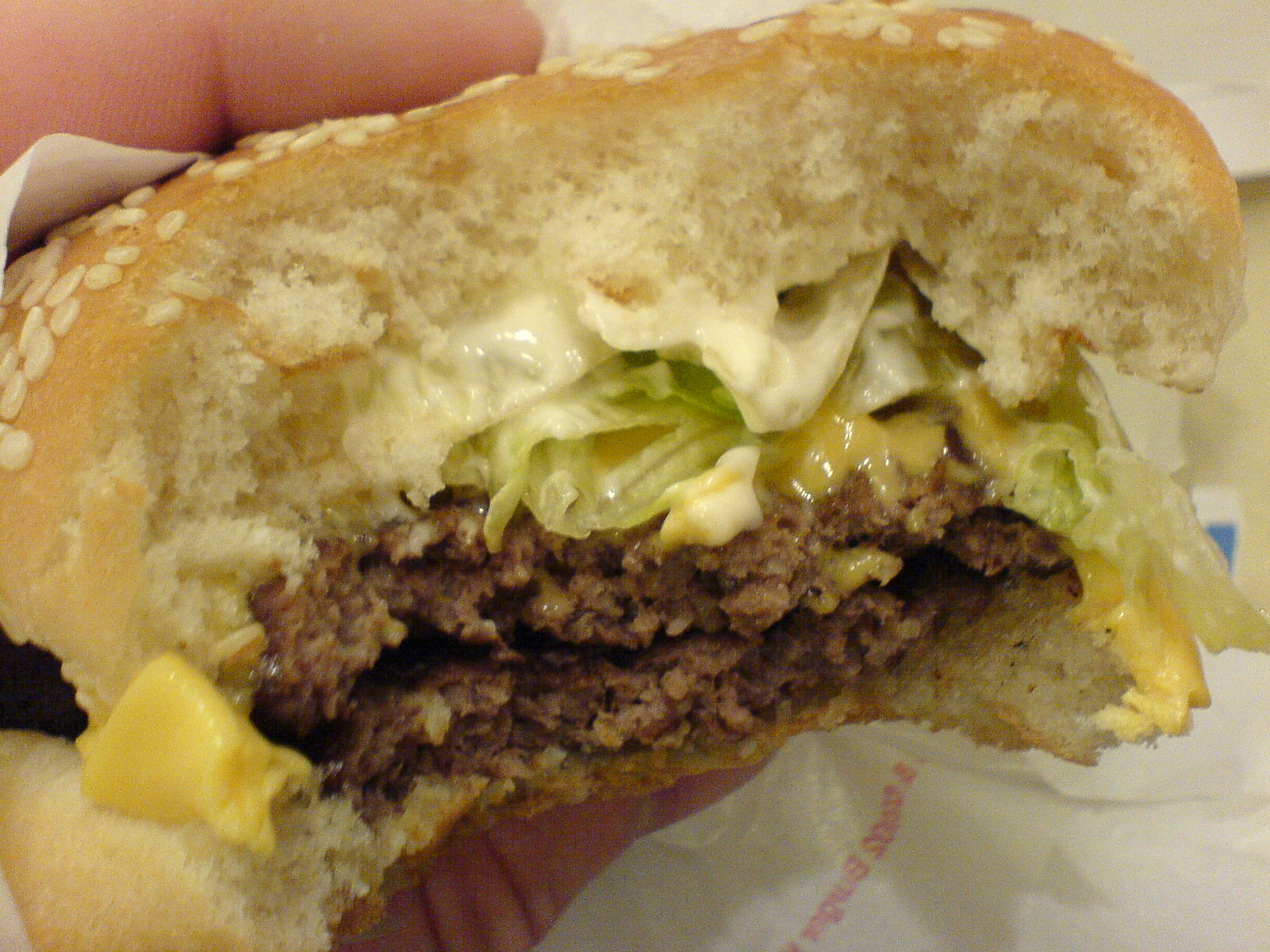
Big King als einfacher Doppelburger ohne mittlere Bunscheibe, wie er in Europa Standard ist

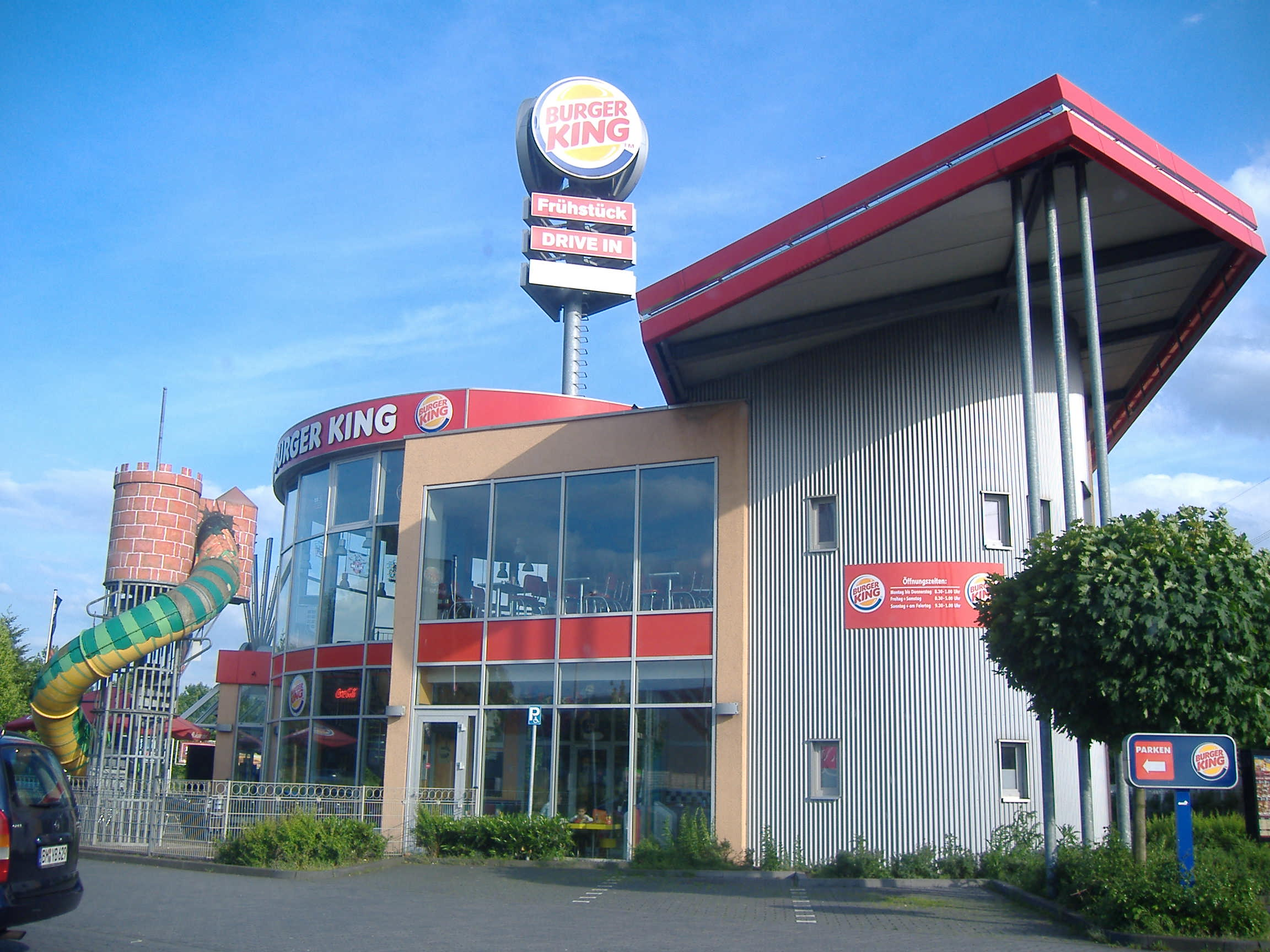
Burger King in Deutschland

Der Big King ist eine doppelstöckige Cheeseburger-Variante des Fast-Food-Konzerns Burger King. Der Burger hat eine wechselvolle Geschichte im Hinblick auf sein konzerninternes Marketing hinter sich. Der Big-King-Burger wird den einzelnen regionalen Bedingungen (Asien, Europa oder Nordamerika) angepasst. Dieser Artikel befasst sich weitgehend mit dem Burger, wie er in den USA und Deutschland angeboten wurde und wird.

## Geschichte
Der Konzern versuchte Mitte der 1990er-Jahre, ein Pendant zum Big Mac des Mitbewerbers McDonald’s am Markt zu etablieren. Es kam zu einem Produkttest auf dem Heimatmarkt in den USA, allerdings nicht flächendeckend im gesamten Land, sondern nur in bestimmten Staaten und Gebieten. Außerhalb der USA wurde der neue Burger dauerhafter Bestandteil des Angebotes.

### 1996
Zunächst wurde ein Burger mit dem Namen Double Supreme angeboten. Neben zwei Scheiben gegrilltem Rinderhackfleisch in einem mit Sesam bestreuten Bun wurde er mit grünem Salat, rohen Zwiebelringen, eingelegten Gurken sowie Käse belegt und mit der King Sauce gewürzt. Noch fehlte aber die Bunhälfte in der Mitte zwischen den Fleischscheiben, die für den Big Mac charakteristisch ist. Das Unternehmen setzte in der Vermarktung des neuen Burgers darauf, dass er mehr Rindfleisch enthalte als das Konkurrenzprodukt von McDonald’s.

### 1997
Die mittlere Bunscheibe wurde beim Double Supreme eingeführt, der aber bald zu Gunsten des Big King aus dem Angebot genommen wurde, der diese mittlere Brötchenscheibe wiederum nicht besitzt. Der neue Burger wurde in den USA und international in das Sortiment ohne diese dritte Bunscheibe aufgenommen. Dank eines Kampfpreises zur Einführung von ¢ 99 in den USA konnte Burger King täglich rund 1,8 Millionen Big King verkaufen.

### 2001
Auf Grund von Umsatzeinbrüchen und neuen Eigentümerverhältnissen im Konzern wurde die Angebotspalette in den USA umstrukturiert. Der Big King wurde aus dem Programm genommen und durch den King Supreme ersetzt. Dieser ist eigentlich nichts anderes als ein Big King, allerdings mit einer veränderten Würzsoße, die den Grillgeschmack als Alleinstellungsmerkmal gegenüber McDonald’s unterstreichen sollte. International, etwa in Deutschland, blieb der Big King teilweise im Angebot.

### 2013
Nach einem erneuten Eigentümerwechsel des Konzerns und den damit verbundenen Umstrukturierungen des Angebotes war der Big King in den USA wieder im Programm. Diesmal aber mit dem Mittelteil des Buns in Anlehnung an den Big Mac. Der Burger wurde zum Preis von $ 3,69 angeboten. Auf anderen Märkten, etwa in Deutschland, blieb der Burger unverändert.

### 2017
Im Oktober 2017 wurde der Big King in den USA erneut aus dem Programm genommen. Außerhalb des Heimatlandes – etwa in Deutschland – wird der Burger nach wie vor angeboten.

## Zutaten
Sowohl in den USA als auch außerhalb sind die Grundzutaten gleich. Ein Big King wird mit frischen Zwiebelringen, zwei gegrillten Rinderhackfleischscheiben, grünem Salat, Käse, eingelegten Gurken und einer hauseigenen Würzsoße zubereitet. Der Burger ist in einem mit Sesamkörnern bestreuten Bun. Dabei war dieses Bun bei der in den USA angebotenen Variante teilweise dreigeteilt. Variationen, etwa bei der Würzsoße, sind wie bereits erwähnt den regionalen Märkten und dem jeweiligen Verbrauchergeschmack angepasst.

## Nährwertangaben
Bei einem Fettanteil von 29,6 g, 29,8 g Kohlenhydraten, einem Zuckeranteil von 7,4 g sowie 23,4 g Eiweiß gibt Burger King Deutschland pro Big King einen Brennwert von 2.016,9 kJ/kCal 485,7 an. Somit entspricht ein Burger rund 22 % der empfohlenen Tagesration einer 35-jährigen Frau.

## Variationen
Je nach Land wurde und wird der Burger variiert. In Deutschland etwa ist seit Jahren eine größere Variante – der Big King XXL – zu haben. Andernorts gibt es Big-King-Ableger mit Bacon oder Hühner- statt Rinderhackfleisch. In Japan wird eine Version des Big King mit einem schwarzen Bun vertrieben. Daneben wird der Burger auch in verschiedenen Menükombinationen angeboten.